# Erythrospermum ecarinatum
Erythrospermum ecarinatum är en tvåhjärtbladig växtart som beskrevs av William Burck. Erythrospermum ecarinatum ingår i släktet Erythrospermum och familjen Achariaceae. Inga underarter finns listade i Catalogue of Life.